# Wierzbnik (Starachowice)
Wierzbnik – mieszkaniowa część miasta Starachowic (woj. świętokrzyskie), stanowi historyczną starówkę miasta, dawniej (1624–1870 i 1916–1939) odrębne miasto.

## Historia
Miasto Wierzbnik zostało założone w 1624 r. przez opata Bogusława Radoszewskiego z klasztoru świętokrzyskiego. Otrzymany herb Wierzbnika przedstawiał  podwójny krzyż - symbol opactwa świętokrzyskiego - zaćwieczony na rodowym herbie opata Oksza.
Król Zygmunt III Waza nadał miastu prawo magdeburskie, targi tygodniowe i trzy jarmarki rocznie.
Opat Stanisław Sierakowski wzniósł w Wierzbniku kościół murowany, natomiast w 1688 staraniem opata Hieronima Jaxy Komornickiego biskup krakowski, w którego diecezji znajdowała się miejscowość, erygował parafię. Po wykonaniu w końcu XVIII w. dla kościoła klasztornego na Świętym Krzyżu nowego wystroju wnętrz, barokowy ołtarz główny trafił do kościoła parafialnego w Wierzbniku, gdzie znajduje się do dziś.
W 1827 Wierzbnik liczył 61 domów i 450 mieszkańców, natomiast w 1857 było 50 domów i 450 mieszkańców.
1 stycznia 1870 Wierzbnik utracił prawa miejskie i został przekształcony w osadę, którą włączono do wiejskiej gminy Starachowice, przemianowując ją równocześnie na gminę Wierzbnik. Około 1880–1893 roku osada miejska Wierzbnik posiadała kościół parafialny murowany, szkołę początkową, sąd gminny, urząd gminny, stację drogi żelaznej dąbrowieckiej. W każdy piątek odbywał się targ (tzw. targ tygodniowy), natomiast 4 razy do roku były organizowane jarmarki. W skład gminy Wierzbnik wchodziły: Brody, Dziurów, Kopalnia Herkules, Jabłonna, Kuczów, Krzyżowa Wola, Michałów, Ruda, Styków, Starachowice, Świrta, Wanacja Rządowa i Księża oraz Wierzbnik. Gmina Wierzbnik liczyła 5263 mieszkańców.
W 1905 r. bojówka działającego w mieście PPS-u dokonała udanego ataku na urząd gminy w Łagowie paraliżując jego pracę. W innej akcji zerwano carskiego orła z budynku szkoły w Koniemłotach.
Od 1915 Wierzbnik był siedzibą władz powiatu iłżeckiego. 18 sierpnia 1916 Wierzbnik pod okupacją odzyskał prawa miejskie. Po wyłączeniu Wierzbnika, gmina Wierzbnik utrzymała się do 1919 roku, kiedy to utworzono z niej na podstawie uchwały sejmowej z 2 sierpnia 1919 nową gminę Styków; w jej skład weszła też większa część dawnej gminy Lubienia. Siedziba gminy Styków pozostała w Wierzbniku.
W czerwcu 1920 r. w miejscowości wybuchł strajk protestacyjny wobec faktu aresztowania przez policję działaczy Komunistycznej Partii Robotniczej Polski w Piotrkowie. W rezultacie protestu policja zwolniła więzionych.
1 kwietnia 1939 do obszaru miasta Wierzbnik włączono osiedle Starachowice Fabryczne, położone dotychczas na obszarze gmin Styków i Wąchock. Zarządzeniem  MSW z 28 marca 1939 roku nazwę miasta Wierzbnik zmieniono na Starachowice-Wierzbnik, a w 1949 roku ostatecznie na Starachowice. Proces ten czasami jest interpretowany jako fakt powstania nowego miasta, tymczasem miasto Wierzbnik, pomimo zmiany nazwy zachowało ciągłość prawną.

### Krótka historia osadnictwa żydowskiego w Wierzbniku
Początki osadnictwa żydowskiego sięgają XIX w. Do XVIII w. w Wierzbniku nie mieszkali starozakonni, było to miasto Benedyktynów Świętokrzyskich.
Pojawili się dopiero w XIX w. W 1827 r. było ich tu zaledwie 8, na 450 mieszkańców, ale w 1857 r. już 225.
W 1860 r. w Wierzbniku zamieszkiwało 545 osób, w tym chrześcijan 400, Żydów 144 oraz 1 ewangelik.
Gmina żydowska powstała w XIX w. Obejmowała Wierzbnik, gminy: Styków, Rzepin i Tarczek. W 1929 r. został do niej włączony Wąchock.
W Wąchocku, wyznawcy judaizmu zaczęli się osiedlać pod koniec XVII w. W 1921 r. było w Wąchocku 468 Żydów co stanowiło 19,6% mieszkańców.
Dynamiczny rozwój społeczności żydowskiej wymusił w 1891 roku decyzję o założeniu cmentarza. Dalszy rozwój osady spowodował w krótkim czasie potrzebę założenia kolejnego większego kirkutu.
W 1905 w Starachowicach wzniesiono murowaną synagogę, a już dwa lata później mieszkańcom udało się zorganizować własny, niezależny kahał.
W 1910 r. zamieszkiwało w Wierzbniku 2606 osób, w 1916 r. – 2588, 1921 r. – 5459, w tym 2159 wyznania mojżeszowego (1687 podało narodowość żydowską), 1931 r. – 7379, w 1935 r. – około 8000 mieszkańców, z czego Żydzi stanowili 31%.
Dnia 9 września 1939 roku miasto zostało zajęte przez Niemców. W lutym 1941 r. założyli tu getto, nazywane zbiorczym, do którego trafiali Żydzi z różnych miejscowości (prócz Żydów starachowickich, również ludność z Łodzi i Płocka).
Likwidacja getta nastąpiła 27 października 1942 r.
Niemcy otoczyli getto, a następnie dokonali selekcji ludności żydowskiej na Rynku. Zabito około 200 osób. Około 1200 mężczyzn i 400 kobiet umieszczono w pobliskim przyzakładowym obozie pracy, ale około 4000 osób wywieziono do obozu zagłady w Treblince. W lipcu 1944 r. Niemcy przystąpili do likwidacji obozu pracy. Część więźniów próbowała uciec, lecz w większości została złapana przez ukraińskich strażników. Około 1500 więźniów wywieziono do Auschwitz – Birkenau

## Związani z Wierzbnikiem
- Jan Certowicz (ur. 24 listopada 1889, zm. wiosną 1940 w Katyniu) – podpułkownik w stanie spoczynku służby sanitarnej Wojska Polskiego, kawaler Krzyża Zasługi, doktor nauk medycznych, ofiara zbrodni katyńskiej.
- Józef Szaybo (ur. 1841, zm. 1911) urodził się w roku 1841 w Jurowcach koło Białegostoku – rotmistrz kawalerii w czasie powstania styczniowego. Walczył w augustowskim, łomżyńskim i płockim. Po powstaniu osiedlił się w Wierzbniku, tu założył rodzinę, pracował i zmarł. Pochowany na wierzbnickim cmentarzu przy ul. Iłżeckiej.
- Leszek Starkel (ur. 8 września 1931 w Wierzbniku) – polski geograf i geolog, profesor nauk przyrodniczych
- Andrzej Sycz (Andrzej Roman Sycz ur. 28 lutego 1931 w Wierzbniku, zm. 30 grudnia 1995 w Ramat Gan) – polski fizyk, astronom, filozof, malarz, tłumacz i wynalazca
- Bolesław Sztobryn (ur. 28 maja 1871 we wsi Włostowice  – zm. 7 lipca 1926 w Berdyczowie) – duchowny katolicki, działacz polityczny, społecznik, członek Tymczasowej Rady Stanu w Królestwie Polskim - proboszcz w Kościele Świętej Trójcy w Starachowicach w latach 1912 - 1919[18].
- Z Wierzbnika pochodzą rodzice Geddy Lee (ur. 29 lipca 1953 w Toronto jako Gary Weinrib) – kanadyjski wokalista i basista. Rodzice Geddego byli żydowskimi emigrantami z Polski, ocalałymi z holocaustu. Jego matka, Mania Rubinstein i ojciec Morris Weinrib urodzili się w Wierzbniku (mylnie podano w Starachowicach), przeżyli pobyt w obozach koncentracyjnych i wyemigrowali do Kanady w 1947 roku[19].

## Literatura
- Kalendarz świętokrzyski 2005, Z dnia na dzień przez stulecia, Kielce 2004.
- Spis gmin miejskich i wiejskich Rzeczypospolitej Polskiej, oprac. J. Scheinkönig i J. Kowalczewski, Warszawa 1934.
- K. Urbański, Gminy żydowskie małe w województwie kieleckim w okresie międzywojennym, Kielce 2006, s. 139; S. Marcinkowski, Miasta Kielecczyzny.
- Christopher R. Browning: Pamięć przetrwania. Nazistowski obóz pracy oczami więźniów, Wydawnictwo Czarne 2012.
- Świętokrzyski Sztetl - Ośrodek Edukacyjno-Muzealny "Świętokrzyski Sztetl": STARACHOWICE-WIERZBNIK. [dostęp 2017-08-19]. (pol.).